# Charles Gancel
Pour les articles homonymes, voir Gancel.
Charles Gancel, né le 22 novembre 1951 , est un écrivain français.

## Œuvres
- Les Œufs, nouvelles, Paris, Éditions Buchet/Chastel, 2004, 215 p.  (ISBN 2-283-01991-5)
- Protest song : la chanson contestataire dans l'Amérique des sixties, essai, avec Yves Delmas, Paris, Éditions Textuel, 2005, 335 p.  (ISBN 2-84597-134-6)
- Scalpels, nouvelles, Paris, Éditions Buchet/Chastel, 2005, 180 p.  (ISBN 978-2-283-02099-9)
- Scène de plage, roman, Paris, Éditions Buchet/Chastel, 2012, 134 p.  (ISBN 978-2-283-02585-7)
- L’Inaccessible, roman, Paris, Éditions Buchet/Chastel, 2017,  (ISBN 978-2-283-02993-0)